# Tourdakoun Oussoubaliev
Tourdakoun Oussoubaliev, né le 6 novembre 1919 à Kotchkor (oblast de Semiretchie) et mort le 7 septembre 2015 à Bichkek, est un homme politique soviétique kirghize.

## Biographie
Militant du Parti communiste dès 1941, il est éditeur du journal de la RSS du Kirghizistan (1955-1956), puis il prend la tête de l'un des départements du Comité central du PC du Kirghizistan (1956-1958). De 1958 à 1961, il est le premier secrétaire du comité municipal de Frunze (aujourd'hui Bichkek).
De 1961 à 1985, il est le premier secrétaire du comité central du Parti communiste du Kirghizistan, le plus haut poste politique de la période communiste. 